# Neopitagorisme
El neopitagorisme és un moviment filosòfic sorgit a mitjans del segle i aC. El que pretén aquest moviment és reinstaurar el misticisme propi del pensament de Pitàgores.
El primer d'aquests neopitagòrics va ser el filòsof romà Publi Nigidi Fígul, que va viure a Alexandria a mitjans d'aquest segle i va ser amic de Ciceró. Hi va haver d'altres filòsofs neopitagòrics pel territori de l'Imperi, però va ser a Alexandria on es van concentrar els filòsofs neopitagòrics més actius, perllongant aquest corrent durant el segon i tercer segle de l'era cristiana, i expandint-se des d'allà a tot l'Imperi. A Alexandria, a més, va aparèixer un conjunt d'escrits que es va atribuir als antics pitagòrics, els Versos auris, així com unes Cartes que es creien escrites pel mateix Pitàgores, encara que pel que sembla, aquest mai va deixar res escrit.
El neopitagorisme es va configurar al voltant d'aquestes característiques pròpies: 
- Exaltació de Pitàgores, fins a fer d'ell un ésser semidiví.
- Sincretisme filosòfic, que admetia al costat de doctrines estrictament pitagòriques teories de tall platònic, aristotèlic i estoic.
- Sincretisme religiós: s'admeten en la filosofia neopitagòrica principis extrets de diverses religions (l'egípcia i d'altres).

Els neoplatònics i els neopitagòrics van fer causa comuna per oposar el seu propi sistema de regeneració espiritual al cristianisme i a conseqüència d'això van arribar a una certa mixtura eclèctica, de manera que ambdues doctrines s'interpenetren, assimilant a més altres elements platònics, aristotèlics, estoics i orientals. Potser per això les doctrines pitagòriques van acabar amb freqüència en astrologia, superstició o màgia, i van acabar per atribuir-se a les figures de Pitàgores i Apol·loni de Tiana tot tipus d'històries fabuloses i llegendes.